# Campora San Giovanni

Campora San Giovanni er en italiensk by med cirka 7200 indbyggere i Calabrien. Byen er beliggende i provinsen Cosenza og ligger ved det Tyrrhenske hav. 
På skråningerne ved byen dyrkes vin og oliven, og de største industrier er landbrug og turisme. Et af byens få historiske monumenter er et stort tårn fra 1300-tallet, hvor man blandt andet kan se vulkanen Stromboli. 